# 中央体育場

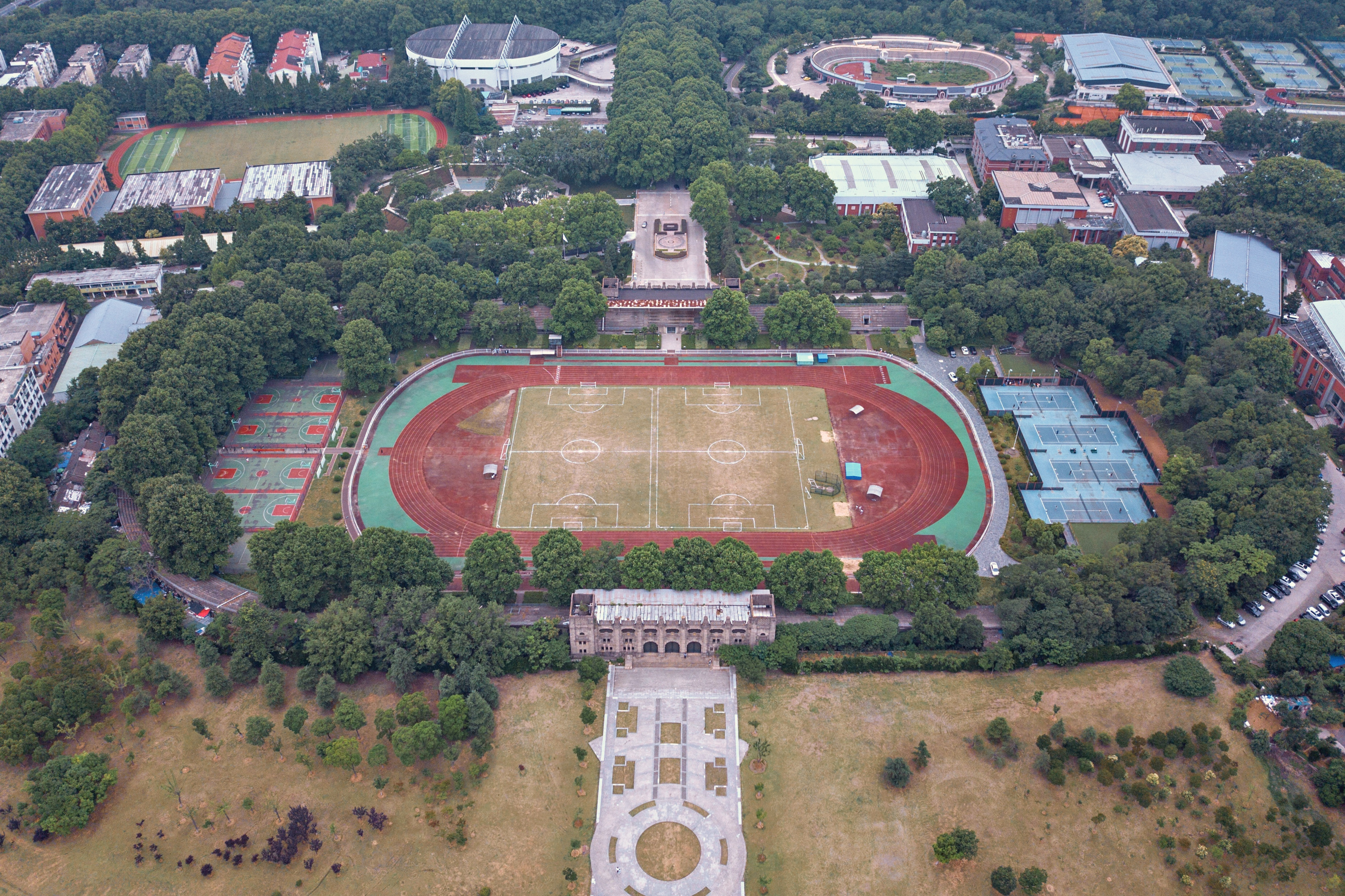
中央体育場

中央体育場は江蘇省南京市玄武区のスタジアムであり、現在の南京体育学院のキャンパスにある。
中央体育場は中華民国全国運動会のために建設したスタジアムである、6万人を収容可能。工事開始のセレモニーは1931年5月10日に行われた。2006年、中央体育場が全国重点文物保護単位に選ばれた。